# Compagnie Auto-Avio Sahariane

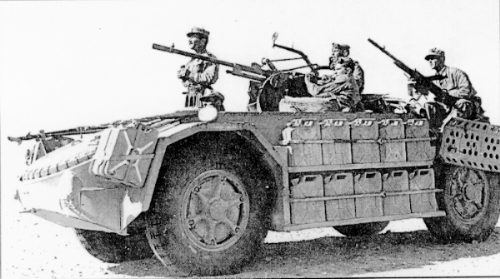
„Sahariana“ (SPA-Viberti AS.42), Fahrzeug der Compagnie Auto-Avio sahariane.

Die Compagnie Auto-Avio Sahariane (manchmal auch als La Compagnia bezeichnet) war eine italienische Spezialeinheit der Wüstenkriegsführung, die während des Zweiten Weltkriegs in Libyen und der Sahara operierte. Ihre militärischen Operationen fanden in Ägypten, Libyen und Tunesien bis zur Kapitulation der italienisch-deutschen Streitkräfte im Mai 1943 statt.
Britisches Gegenstück war die Long Range Desert Group. Auf deutscher Seite war dem Afrikakorps die Tropenkompanie der Brandenburger unterstellt.